# Campeonato Mundial de Halterofilismo de 2013
O Campeonato Mundial de Halterofilismo de 2013 foi a 80ª edição do campeonato de halterofilismo, organizado pela Federação Internacional de Halterofilismo (FIH). O campeonato ocorreu no Salão do Centenário, em Breslávia, na Polónia, entre 20 a 27 de outubro de 2013. Foram disputadas 15 categorias (8 masculino e 7 feminino), com a presença de 292 halterofilistas de 55 nacionalidades filiadas à Federação Internacional de Halterofilismo (FIH). Teve como destaque a China com 32 medalhas no total, sendo 20 de ouro. 

## Calendário
Horário local (UTC+2)
| Data                  | Hora  | Evento                   |
| --------------------- | ----- | ------------------------ |
| 20 de outubro de 2013 | 11:00 | -48 kg Feminino grupo B  |
| 20 de outubro de 2013 | 13:25 | -48 kg Feminino grupo A  |
| 21 de outubro de 2013 | 12:00 | -53 kg Feminino grupo B  |
| 21 de outubro de 2013 | 14:00 | -56 kg Masculino grupo B |
| 21 de outubro de 2013 | 16:55 | -53 kg Masculino grupo A |
| 21 de outubro de 2013 | 19:55 | -56 kg Masculino grupo A |
| 22 de outubro de 2013 | 12:00 | -58 kg Feminino grupo B  |
| 22 de outubro de 2013 | 14:00 | -62 kg Masculino grupo B |
| 22 de outubro de 2013 | 16:55 | -58 kg Feminino grupo A  |
| 22 de outubro de 2013 | 19:55 | -62 kg Masculino grupo A |
| 23 de outubro de 2013 | 10:00 | -69 kg Masculino grupo B |
| 23 de outubro de 2013 | 12:00 | -69 kg Feminino grupo C  |
| 23 de outubro de 2013 | 14:00 | -63 kg Feminino grupo B  |
| 23 de outubro de 2013 | 16:55 | -63 kg Feminino grupo A  |
| 23 de outubro de 2013 | 19:55 | -69 kg Masculino grupo A |

| Data                  | Hora  | Evento                        |
| --------------------- | ----- | ----------------------------- |
| 24 de outubro de 2013 | 10:00 | -69 kg Feminino grupo B       |
| 24 de outubro de 2013 | 12:00 | -77 kg Masculino grupo B      |
| 24 de outubro de 2013 | 14:00 | -85 kg Masculino grupo C      |
| 24 de outubro de 2013 | 16:55 | -69 kg Feminino grupo A       |
| 24 de outubro de 2013 | 19:55 | -77 kg Masculino grupo A      |
| 25 de outubro de 2013 | 10:00 | -85 kg Masculino grupo B      |
| 25 de outubro de 2013 | 12:00 | -75 kg Feminino grupo B       |
| 25 de outubro de 2013 | 14:00 | +75 kg Feminino grupo B       |
| 25 de outubro de 2013 | 16:55 | -85 kg Masculino grupo A      |
| 25 de outubro de 2013 | 19:55 | -75 kg Feminino grupo A       |
| 26 de outubro de 2013 | 10:00 | 105/+105 kg Masculino grupo C |
| 26 de outubro de 2013 | 12:00 | -94 kg Masculino grupo B      |
| 26 de outubro de 2013 | 14:00 | -105 kg Masculino grupo B     |
| 26 de outubro de 2013 | 16:55 | -94 kg Hommes group A         |
| 26 de outubro de 2013 | 19:55 | +75 kg Feminino grupo A       |
| 27 de outubro de 2013 | 10:00 | +105 kg Masculino grupo B     |
| 27 de outubro de 2013 | 12:55 | -105 kg Masculino grupo A     |
| 27 de outubro de 2013 | 15:55 | +105 kg Masculino grupo A     |

## Medalhistas
Os resultados foram os seguintes. 

### Masculino
| Evento             | Ouro                           | Ouro             | Prata                            | Prata            | Bronze                           | Bronze           |
| 56 kg (detalhes)   | 56 kg (detalhes)               | 56 kg (detalhes) | 56 kg (detalhes)                 | 56 kg (detalhes) | 56 kg (detalhes)                 | 56 kg (detalhes) |
| ------------------ | ------------------------------ | ---------------- | -------------------------------- | ---------------- | -------------------------------- | ---------------- |
| Arranque           | Long Qingquan · China          | 130 kg           | Om Yun-chol · Coreia do Norte    | 127 kg           | Thạch Kim Tuấn · Vietname        | 126 kg           |
| Arremesso          | Om Yun-chol · Coreia do Norte  | 162 kg           | Long Qingquan · China            | 157 kg           | Thạch Kim Tuấn · Vietname        | 157 kg           |
| Total              | Om Yun-chol · Coreia do Norte  | 289 kg           | Long Qingquan · China            | 287 kg           | Thạch Kim Tuấn · Vietname        | 283 kg           |
| 62 kg (detalhes)   |                                |                  |                                  |                  |                                  |                  |
| Arranque           | Kim Un-guk · Coreia do Norte   | 150 kg           | Chen Lijun · China               | 146 kg           | Óscar Figueroa · Colômbia        | 139 kg           |
| Arremesso          | Óscar Figueroa · Colômbia      | 177 kg           | Chen Lijun · China               | 175 kg           | Kim Un-guk · Coreia do Norte     | 170 kg           |
| Total              | Chen Lijun · China             | 321 kg           | Kim Un-guk · Coreia do Norte     | 320 kg           | Óscar Figueroa · Colômbia        | 316 kg           |
| 69 kg (detalhes)   |                                |                  |                                  |                  |                                  |                  |
| Arranque           | Liao Hui · China               | 160 kg           | Oleg Chen · Rússia               | 160 kg           | Kim Myong-hyok · Coreia do Norte | 152 kg           |
| Arremesso          | Liao Hui · China               | 198 kg           | Kim Myong-hyok · Coreia do Norte | 185 kg           | Liang Chenxi · China             | 183 kg           |
| Total              | Liao Hui · China               | 358 kg           | Oleg Chen · Rússia               | 340 kg           | Kim Myong-hyok · Coreia do Norte | 337 kg           |
| 77 kg (detalhes)   |                                |                  |                                  |                  |                                  |                  |
| Arranque           | Lü Xiaojun · China             | 176 kg           | Kim Kwang-song · Coreia do Norte | 163 kg           | Krzysztof Zwarycz · Polónia      | 161 kg           |
| Arremesso          | Lü Xiaojun · China             | 204 kg           | Ulugbek Alimov · Uzbequistão     | 197 kg           | Kim Kwang-song · Coreia do Norte | 196 kg           |
| Total              | Lü Xiaojun · China             | 380 kg           | Kim Kwang-song · Coreia do Norte | 359 kg           | Ulugbek Alimov · Uzbequistão     | 355 kg           |
| 85 kg (detalhes)   |                                |                  |                                  |                  |                                  |                  |
| Arranque           | Andrei Rybakou · Bielorrússia  | 179 kg           | Ivan Markov · Bulgária           | 175 kg           | Apti Aukhadov · Rússia           | 175 kg           |
| Arremesso          | Apti Aukhadov · Rússia         | 212 kg           | Artem Okulov · Rússia            | 209 kg           | Yoelmis Hernández · Cuba         | 208 kg           |
| Total              | Apti Aukhadov · Rússia         | 387 kg           | Ivan Markov · Bulgária           | 381 kg           | Artem Okulov · Rússia            | 381 kg           |
| 94 kg (detalhes)   |                                |                  |                                  |                  |                                  |                  |
| Arranque           | Aleksandr Ivanov · Rússia      | 180 kg           | Almas Uteshov · Cazaquistão      | 175 kg           | Ragab Abdelhay · Egito           | 173 kg           |
| Arremesso          | Aleksandr Ivanov · Rússia      | 222 kg           | Almas Uteshov · Cazaquistão      | 222 kg           | Vadzim Straltsou · Bielorrússia  | 215 kg           |
| Total              | Aleksandr Ivanov · Rússia      | 402 kg           | Almas Uteshov · Cazaquistão      | 397 kg           | Ramazan Rasulov · Rússia         | 385 kg           |
| 105 kg (detalhes)  |                                |                  |                                  |                  |                                  |                  |
| Arranque           | Ruslan Nurudinov · Uzbequistão | 190 kg           | Bartłomiej Bonk · Polónia        | 188 kg           | Aleh Loban · Bielorrússia        | 182 kg           |
| Arremesso          | Ruslan Nurudinov · Uzbequistão | 235 kg           | David Bedzhanyan · Rússia        | 225 kg           | Mohammad Reza Barari Irão        | 221 kg           |
| Total              | Ruslan Nurudinov · Uzbequistão | 425 kg           | David Bedzhanyan · Rússia        | 405 kg           | Bartłomiej Bonk · Polónia        | 404 kg           |
| +105 kg (detalhes) |                                |                  |                                  |                  |                                  |                  |
| Arranque           | Ruslan Albegov · Rússia        | 209 kg           | Bahador Molaei Irão              | 203 kg           | Aleksey Lovchev · Rússia         | 200 kg           |
| Arremesso          | Bahador Molaei Irão            | 255 kg           | Ruslan Albegov · Rússia          | 255 kg           | Artem Udachyn · Ucrânia          | 232 kg           |
| Total              | Ruslan Albegov · Rússia        | 464 kg           | Bahador Molaei Irão              | 458 kg           | Aleksey Lovchev · Rússia         | 430 kg           |

- — RECORDE MUNDIAL

### Feminino
| Evento            | Ouro                           | Ouro             | Prata                            | Prata            | Bronze                             | Bronze           |
| 48 kg (detalhes)  | 48 kg (detalhes)               | 48 kg (detalhes) | 48 kg (detalhes)                 | 48 kg (detalhes) | 48 kg (detalhes)                   | 48 kg (detalhes) |
| ----------------- | ------------------------------ | ---------------- | -------------------------------- | ---------------- | ---------------------------------- | ---------------- |
| Arranque          | Tan Yayun · China              | 84 kg            | Ryang Chun-hwa · Coreia do Norte | 81 kg            | Marzena Karpińska · Polónia        | 78 kg            |
| Arremesso         | Tan Yayun · China              | 115 kg           | Ryang Chun-hwa · Coreia do Norte | 105 kg           | Đỗ Thị Thu Hoài · Vietname         | 98 kg            |
| Total             | Tan Yayun · China              | 199 kg           | Ryang Chun-hwa · Coreia do Norte | 186 kg           | Đỗ Thị Thu Hoài · Vietname         | 176 kg           |
| 53 kg (detalhes)  |                                |                  |                                  |                  |                                    |                  |
| Arranque          | Li Yajun · China               | 100 kg           | Sopita Tanasan · Tailândia       | 91 kg            | Iulia Paratova · Ucrânia           | 90 kg            |
| Arremesso         | Li Yajun · China               | 121 kg           | Kittima Sutanan · Tailândia      | 114 kg           | Rusmeris Villar · Colômbia         | 112 kg           |
| Total             | Li Yajun · China               | 221 kg           | Sopita Tanasan · Tailândia       | 203 kg           | Kittima Sutanan · Tailândia        | 200 kg           |
| 58 kg (detalhes)  |                                |                  |                                  |                  |                                    |                  |
| Arranque          | Deng Wei · China               | 108 kg           | Kuo Hsing-chun · Taipé Chinesa   | 108 kg           | Alexandra Escobar · Equador        | 103 kg           |
| Arremesso         | Kuo Hsing-chun · Taipé Chinesa | 133 kg           | Alexandra Escobar · Equador      | 122 kg           | Elena Shadrina · Rússia            | 122 kg           |
| Total             | Kuo Hsing-chun · Taipé Chinesa | 241 kg           | Alexandra Escobar · Equador      | 225 kg           | Elena Shadrina · Rússia            | 218 kg           |
| 63 kg (detalhes)  |                                |                  |                                  |                  |                                    |                  |
| Arranque          | Tima Turieva · Rússia          | 112 kg           | Jo Pok-hyang · Coreia do Norte   | 109 kg           | Deng Mengrong · China              | 108 kg           |
| Arremesso         | Tima Turieva · Rússia          | 140 kg           | Jo Pok-hyang · Coreia do Norte   | 140 kg           | Deng Mengrong · China              | 136 kg           |
| Total             | Tima Turieva · Rússia          | 252 kg           | Jo Pok-hyang · Coreia do Norte   | 249 kg           | Deng Mengrong · China              | 244 kg           |
| 69 kg (detalhes)  |                                |                  |                                  |                  |                                    |                  |
| Arranque          | Xiang Yanmei · China           | 123 kg           | Ryo Un-hui · Coreia do Norte     | 119 kg           | Oxana Slivenko · Rússia            | 118 kg           |
| Arremesso         | Xiang Yanmei · China           | 148 kg           | Dzina Sazanavets · Bielorrússia  | 143 kg           | Ryo Un-hui · Coreia do Norte       | 143 kg           |
| Total             | Xiang Yanmei · China           | 271 kg           | Ryo Un-hui · Coreia do Norte     | 262 kg           | Dzina Sazanavets · Bielorrússia    | 259 kg           |
| 75 kg (detalhes)  |                                |                  |                                  |                  |                                    |                  |
| Arranque          | Kang Yue · China               | 126 kg           | Lidia Valentín · Espanha         | 122 kg           | Nadezhda Evstyukhina · Rússia      | 120 kg           |
| Arremesso         | Nadezhda Evstyukhina · Rússia  | 157 kg           | Kang Yue · China                 | 150 kg           | Lidia Valentín · Espanha           | 138 kg           |
| Total             | Nadezhda Evstyukhina · Rússia  | 277 kg           | Kang Yue · China                 | 276 kg           | Lidia Valentín · Espanha           | 260 kg           |
| +75 kg (detalhes) |                                |                  |                                  |                  |                                    |                  |
| Arranque          | Zhou Lulu · China              | 146 kg           | Tatiana Kashirina · Rússia       | 142 kg           | Chitchanok Pulsabsakul · Tailândia | 131 kg           |
| Arremesso         | Tatiana Kashirina · Rússia     | 190 kg           | Zhou Lulu · China                | 182 kg           | Chitchanok Pulsabsakul · Tailândia | 160 kg           |
| Total             | Tatiana Kashirina · Rússia     | 332 kg           | Zhou Lulu · China                | 328 kg           | Chitchanok Pulsabsakul · Tailândia | 291 kg           |

- — RECORDE MUNDIAL

## Quadro de medalhas
Quadro de medalhas no total combinado
| Ordem | País            | Medalha de ouro | Medalha de prata | Medalha de bronze | Total |
| ----- | --------------- | --------------- | ---------------- | ----------------- | ----- |
| 1     | China           | 6               | 3                | 1                 | 10    |
| 2     | Rússia          | 6               | 2                | 4                 | 12    |
| 3     | Coreia do Norte | 1               | 5                | 1                 | 7     |
| 4     | Uzbequistão     | 1               | 0                | 1                 | 2     |
| 5     | Taipé Chinesa   | 1               | 0                | 0                 | 1     |
| 6     | Tailândia       | 0               | 1                | 2                 | 3     |
| 7     | Bulgária        | 0               | 1                | 0                 | 1     |
| 7     | Equador         | 0               | 1                | 0                 | 1     |
| 7     | Irão            | 0               | 1                | 0                 | 1     |
| 7     | Cazaquistão     | 0               | 1                | 0                 | 1     |
| 11    | Bielorrússia    | 0               | 0                | 2                 | 2     |
| 12    | Vietname        | 0               | 0                | 1                 | 1     |
| 12    | Colômbia        | 0               | 0                | 1                 | 1     |
| 12    | Polónia         | 0               | 0                | 1                 | 1     |
| 12    | Espanha         | 0               | 0                | 1                 | 1     |
| Total | Total           | 15              | 15               | 15                | 45    |

Quadro de medalhas nos levantamentos + total combinado
| Ordem | País            | Medalha de ouro | Medalha de prata | Medalha de bronze | Total |
| ----- | --------------- | --------------- | ---------------- | ----------------- | ----- |
| 1     | China           | 20              | 8                | 4                 | 32    |
| 2     | Rússia          | 14              | 7                | 9                 | 30    |
| 3     | Coreia do Norte | 3               | 13               | 5                 | 21    |
| 4     | Uzbequistão     | 3               | 1                | 1                 | 5     |
| 5     | Taipé Chinesa   | 2               | 1                | 0                 | 3     |
| 6     | Irão            | 1               | 2                | 1                 | 4     |
| 7     | Bielorrússia    | 1               | 1                | 3                 | 5     |
| 8     | Colômbia        | 1               | 0                | 3                 | 4     |
| 9     | Tailândia       | 0               | 3                | 4                 | 5     |
| 10    | Cazaquistão     | 0               | 3                | 0                 | 3     |
| 11    | Equador         | 0               | 2                | 1                 | 3     |
| 12    | Bulgária        | 0               | 2                | 0                 | 2     |
| 13    | Polónia         | 0               | 1                | 3                 | 4     |
| 14    | Espanha         | 0               | 1                | 2                 | 3     |
| 15    | Vietname        | 0               | 0                | 5                 | 5     |
| 16    | Ucrânia         | 0               | 0                | 2                 | 2     |
| 17    | Cuba            | 0               | 0                | 1                 | 1     |
| 17    | Egito           | 0               | 0                | 1                 | 1     |
| Total | Total           | 45              | 45               | 45                | 135   |

## Classificação por equipe
| Posição | Equipe          | Pontos |
| ------- | --------------- | ------ |
| 1       | Rússia          | 589    |
| 2       | China           | 513    |
| 3       | Irão            | 450    |
| 4       | Polónia         | 371    |
| 5       | Equador         | 343    |
| 6       | Coreia do Norte | 297    |

| Posição | Equipe         | Pontos |
| ------- | -------------- | ------ |
| 1       | China          | 505    |
| 2       | Rússia         | 441    |
| 3       | Colômbia       | 364    |
| 4       | Polónia        | 339    |
| 5       | Ucrânia        | 316    |
| 6       | Estados Unidos | 314    |

## Participantes
Um total de 292 halterofilistas de 55 nacionalidades participaram do evento.
| - Albânia (3) - Argentina (1) - Armênia (3) - Azerbaijão (3) - Bielorrússia (10) - Brasil (7) - Bulgária (5) - Canadá (7) - China (15) - Taipé Chinesa (1) - Colômbia (15) - Croácia (2) - Cuba (2) - Equador (15) - Egito (4) - Finlândia (3) - França (4) - Alemanha (4) - Reino Unido (3) | - Grécia (2) - Guatemala (2) - Hungria (3) - Índia (4) - Irão (8) - Israel (1) - Itália (2) - Japão (12) - Cazaquistão (13) - Quirguistão (1) - Letônia (1) - Líbano (1) - Lituânia (2) - Malásia (2) - México (8) - Moldávia (2) - Mongólia (1) - Países Baixos (1) - Coreia do Norte (8) | - Polónia (15) - Porto Rico (1) - Roménia (2) - Rússia (15) - Sérvia (1) - Seicheles (2) - Singapura (2) - Eslováquia (2) - Espanha (6) - Suécia (2) - Tailândia (10) - Turquia (8) - Ucrânia (8) - Estados Unidos (15) - Uzbequistão (8) - Venezuela (10) - Vietname (4) |